# CC Cowboys

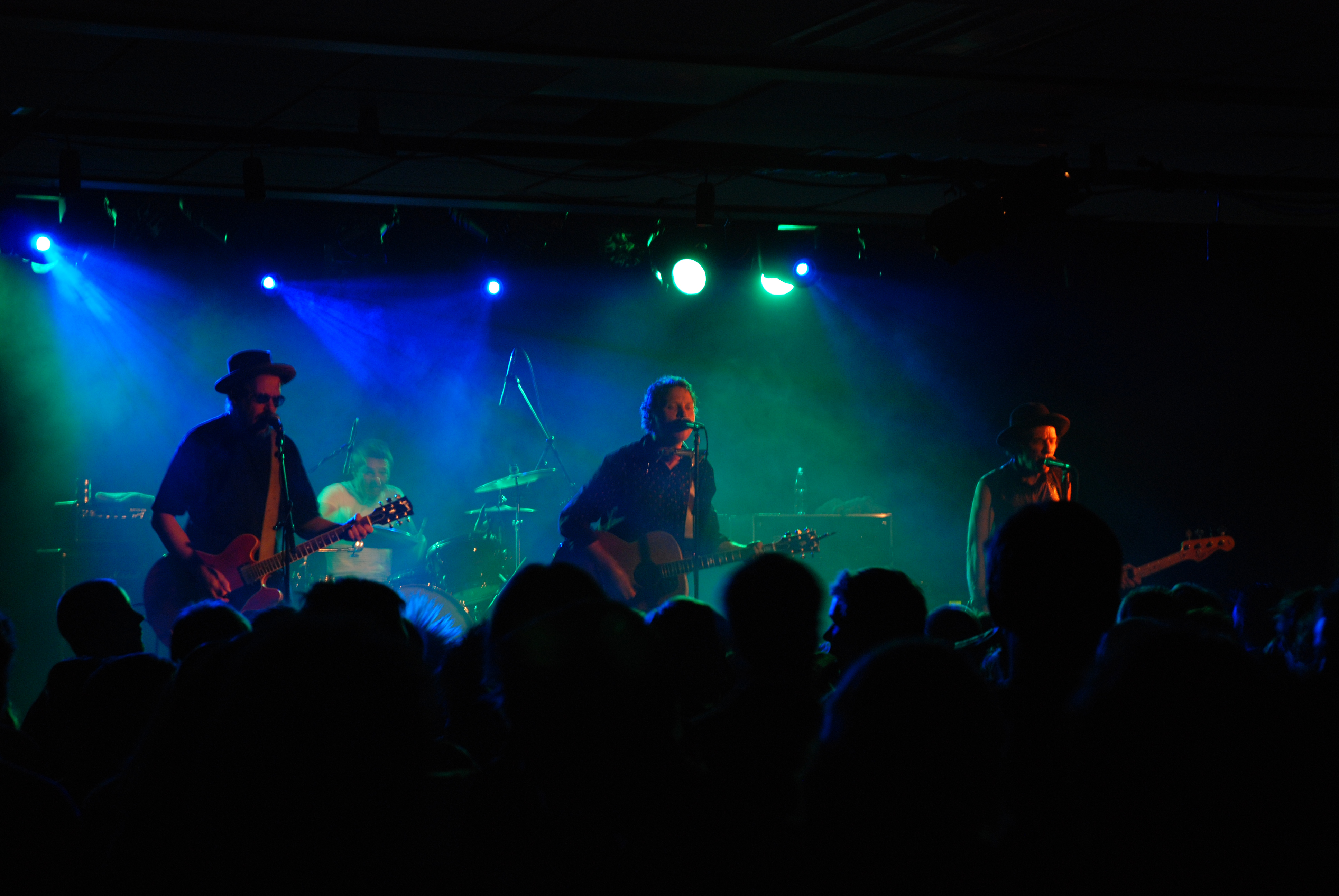
CC Cowboys (2007)

CC Cowboys ist eine norwegische Rockband aus Fredrikstad. Die Mitglieder sind Magnus Grønneberg, Jørn Christensen, Per Vestaby und Agne Sæther. Ihr erstes Album mit dem Titel Blodsbrødre (Blutsbrüder) erschien 1990.
Der Name der Band stammt von dem Lied C.C. Cowboys der schwedischen Band Imperiet.

## Mitglieder
- Magnus Grønneberg – Gesang, Gitarrist
- Jørn Christensen – Gitarrist
- Per Vestaby – Bass
- Agne Sæther – Schlagzeug

## Diskografie

### Alben
| Jahr | Titel                     | Höchstplatzierung, Gesamtwochen, AuszeichnungChartsChartplatzierungen (Jahr, Titel, Platzierungen, Wochen, Auszeichnungen, Anmerkungen) | Anmerkungen |
| Jahr | Titel                     | NO | Anmerkungen |
| ---- | ------------------------- | --- | ----------- |
| 1990 | Blodsbrødre               | NO4 (19 Wo.)NO |             |
| 1991 | Rock’n roll ryttere       | NO4 (8 Wo.)NO |             |
| 1992 | Tigergutt                 | NO7 Gold · (5 Wo.)NO |             |
| 1994 | Persille & panser         | NO9 Gold · (5 Wo.)NO |             |
| 1996 | Himmeltitter              | NO20 (4 Wo.)NO |             |
| 1998 | Ekko                      | NO1 ×2Doppelplatin · (31 Wo.)NO |             |
| 2003 | Lyst                      | NO8 (6 Wo.)NO |             |
| 2006 | Evig liv                  | NO4 (8 Wo.)NO |             |
| 2007 | På Svalbard uten strøm    | NO9 (13 Wo.)NO |             |
| 2009 | Morgen og kveld           | NO2 (15 Wo.)NO |             |
| 2011 | Innriss                   | NO3 (14 Wo.)NO |             |
| 2011 | 40 beste                  | NO3 Platin · (35 Wo.)NO |             |
| 2015 | Til det blir dag          | NO2 Gold · (11 Wo.)NO |             |
| 2016 | Live – Synder i sommersol | NO17 (1 Wo.)NO |             |
| 2018 | Perfekt normal            | NO19 (1 Wo.)NO |             |
| 2020 | Elsket for alltid         | NO6 (1 Wo.)NO |             |

### Singles
| Jahr | Titel Album                                    | Höchstplatzierung, Gesamtwochen, AuszeichnungChartsChartplatzierungen (Jahr, Titel, Album, Platzierungen, Wochen, Auszeichnungen, Anmerkungen) | Anmerkungen |
| Jahr | Titel Album                                    | NO | Anmerkungen |
| ---- | ---------------------------------------------- | --- | ----------- |
| 1990 | Harry Blodsbrødre                              | NO4 (12 Wo.)NO |             |
| 1991 | Barnehjemmet Johnny Johnny Rock’n roll ryttere | NO4 (6 Wo.)NO |             |
| 1993 | People in Motion –                             | NO6 (5 Wo.)NO |             |
| 1994 | Når du sover Persille & panser                 | NO7 (3 Wo.)NO |             |
| 2007 | Kom igjen På Svalbard uten strøm               | NO14 (2 Wo.)NO |             |
| 2009 | Kanskje du behøver noen Morgen og kveld        | NO13 (7 Wo.)NO |             |